# Dubai Tennis Championships 2011 - Qualificazioni singolare femminile
Le qualificazioni del singolare femminile del Dubai Tennis Championships 2011 sono state un torneo di tennis preliminare per accedere alla fase finale della manifestazione. I vincitori dell'ultimo turno sono entrati di diritto nel tabellone principale. In caso di ritiro di uno o più giocatori aventi diritto a questi sono subentrati i lucky loser, ossia i giocatori che hanno perso nell'ultimo turno ma che avevano una classifica più alta rispetto agli altri partecipanti che avevano comunque perso nel turno finale.

## Giocatrici

### Teste di serie
1. Anastasija Pavljučenkova (qualificata)
2. Peng Shuai (qualificata)
3. Ayumi Morita (qualificata)
4. Monica Niculescu (ultimo turno)
5. Kristina Barrois (qualificata)
6. Chanelle Scheepers (qualificata)
7. Kirsten Flipkens (primo turno)
8. Tamira Paszek (ultimo turno)

1. Zhang Shuai (qualificata)
2. Alberta Brianti (ultimo turno)
3. Kateryna Bondarenko (ultimo turno)
4. Vesna Manasieva (ultimo turno)
5. Maria Elena Camerin (ultimo turno)
6. Zuzana Kučová (qualificata)
7. Nuria Llagostera Vives (qualificata)
8. Kurumi Nara (primo turno)

### Qualificate
1. Anastasija Pavljučenkova
2. Peng Shuai
3. Ayumi Morita
4. Zuzana Kučová

1. Kristina Barrois
2. Chanelle Scheepers
3. Zhang Shuai
4. Nuria Llagostera Vives

## Tabellone qualificazioni

### 1ª sezione
|  | Primo turno | Primo turno              | Primo turno              | Primo turno | Primo turno |  |  | Ultimo turno | Ultimo turno             | Ultimo turno | Ultimo turno | Ultimo turno |  |
|  |             |                          |                          |             |             |  |  |              |                          |              |              |              |  |
|  | 1           | Anastasija Pavljučenkova | Anastasija Pavljučenkova | 6           | 6           |  |  |              |                          |              |              |              |  |
|  |             | Vitalija D'jačenko       | Vitalija D'jačenko       | 4           | 3           |  |  | 1            | Anastasija Pavljučenkova | 4            | 7            | 6            |  |
|  | WC          | Marija Kondrat'eva       | 6                        | 1           | 2           |  |  | 13           | Maria Elena Camerin      | 6            | 5            | 2            |  |
|  | 13          | Maria Elena Camerin      | 4                        | 6           | 6           |  |  |              |                          |              |              |              |  |

### 2ª sezione
|  | Primo turno | Primo turno         | Primo turno         | Primo turno | Primo turno |  |  | Ultimo turno | Ultimo turno        | Ultimo turno | Ultimo turno | Ultimo turno |  |
|  |             |                     |                     |             |             |  |  |              |                     |              |              |              |  |
|  | 2           | Peng Shuai          | Peng Shuai          | 6           | 6           |  |  |              |                     |              |              |              |  |
|  | WC          | Vanessa Henke       | Vanessa Henke       | 1           | 0           |  |  | 2            | Peng Shuai          | 5            | 6            | 6            |  |
|  |             | Magali de Lattre    | Magali de Lattre    | 1           | 0           |  |  | 11           | Kateryna Bondarenko | 7            | 4            | 2            |  |
|  | 11          | Kateryna Bondarenko | Kateryna Bondarenko | 6           | 6           |  |  |              |                     |              |              |              |  |

### 3ª sezione
|  | Primo turno | Primo turno     | Primo turno     | Primo turno | Primo turno |  |  | Ultimo turno | Ultimo turno    | Ultimo turno    | Ultimo turno | Ultimo turno |  |
|  |             |                 |                 |             |             |  |  |              |                 |                 |              |              |  |
|  | 3           | Ayumi Morita    | Ayumi Morita    | 6           | 6           |  |  |              |                 |                 |              |              |  |
|  | WC          | Sophie Lefèvre  | Sophie Lefèvre  | 2           | 4           |  |  | 3            | Ayumi Morita    | Ayumi Morita    | 7            | 6            |  |
|  |             | Ana Vrljić      | Ana Vrljić      | 2           | 4           |  |  | 12           | Vesna Manasieva | Vesna Manasieva | 5            | 1            |  |
|  | 12          | Vesna Manasieva | Vesna Manasieva | 6           | 6           |  |  |              |                 |                 |              |              |  |

### 4ª sezione
|  | Primo turno | Primo turno        | Primo turno        | Primo turno | Primo turno |  |  | Ultimo turno | Ultimo turno     | Ultimo turno     | Ultimo turno | Ultimo turno |  |
|  |             |                    |                    |             |             |  |  |              |                  |                  |              |              |  |
|  | 4           | Monica Niculescu   | Monica Niculescu   | 6           | 6           |  |  |              |                  |                  |              |              |  |
|  |             | Viktorija Kutuzova | Viktorija Kutuzova | 2           | 3           |  |  | 4            | Monica Niculescu | Monica Niculescu | 5            | 5            |  |
|  |             | Abigail Spears     | 3                  | 7           | 1           |  |  | 14           | Zuzana Kučová    | Zuzana Kučová    | 7            | 7            |  |
|  | 14          | Zuzana Kučová      | 6                  | 64          | 6           |  |  |              |                  |                  |              |              |  |

### 5ª sezione
|  | Primo turno | Primo turno        | Primo turno        | Primo turno | Primo turno |  |  | Ultimo turno | Ultimo turno     | Ultimo turno | Ultimo turno | Ultimo turno |  |
|  |             |                    |                    |             |             |  |  |              |                  |              |              |              |  |
|  | 5           | Kristina Barrois   | Kristina Barrois   | 6           | 6           |  |  |              |                  |              |              |              |  |
|  | WC          | Vladimíra Uhlířová | Vladimíra Uhlířová | 1           | 0           |  |  | 5            | Kristina Barrois | 2            | 6            | 7            |  |
|  |             | Tatjana Maria      | 7                  | 2           | 6           |  |  |              | Tatjana Maria    | 6            | 3            | 5            |  |
|  | 16          | Kurumi Nara        | 65                 | 6           | 3           |  |  |              |                  |              |              |              |  |

### 6ª sezione
|  | Primo turno | Primo turno        | Primo turno      | Primo turno | Primo turno |  |  | Ultimo turno | Ultimo turno       | Ultimo turno       | Ultimo turno | Ultimo turno |  |
|  |             |                    |                  |             |             |  |  |              |                    |                    |              |              |  |
|  | 6           | Chanelle Scheepers | 6                | 3           |             |  |  |              |                    |                    |              |              |  |
|  |             | Dar'ja Kustova     | 1                | 0           | r           |  |  | 6            | Chanelle Scheepers | Chanelle Scheepers | 6            | 6            |  |
|  | WC          | Fatma Al-Nabhani   | Fatma Al-Nabhani | 4           | 3           |  |  | 10           | Alberta Brianti    | Alberta Brianti    | 2            | 2            |  |
|  | 10          | Alberta Brianti    | Alberta Brianti  | 6           | 6           |  |  |              |                    |                    |              |              |  |

### 7ª sezione
|  | Primo turno | Primo turno       | Primo turno       | Primo turno | Primo turno |  |  | Ultimo turno | Ultimo turno      | Ultimo turno      | Ultimo turno | Ultimo turno |  |
|  |             |                   |                   |             |             |  |  |              |                   |                   |              |              |  |
|  | 7           | Kirsten Flipkens  | Kirsten Flipkens  | 65          | 2           |  |  |              |                   |                   |              |              |  |
|  |             | Urszula Radwańska | Urszula Radwańska | 7           | 6           |  |  |              | Urszula Radwańska | Urszula Radwańska | 2            | 2            |  |
|  | WC          | Tat'jana Puček    | Tat'jana Puček    | 5           | 0           |  |  | 9            | Zhang Shuai       | Zhang Shuai       | 6            | 6            |  |
|  | 9           | Zhang Shuai       | Zhang Shuai       | 7           | 6           |  |  |              |                   |                   |              |              |  |

### 8ª sezione
|  | Primo turno | Primo turno            | Primo turno     | Primo turno | Primo turno |  |  | Ultimo turno | Ultimo turno           | Ultimo turno | Ultimo turno | Ultimo turno |  |
|  |             |                        |                 |             |             |  |  |              |                        |              |              |              |  |
|  | 8           | Tamira Paszek          | Tamira Paszek   | 6           | 6           |  |  |              |                        |              |              |              |  |
|  | WC          | Natalie Grandin        | Natalie Grandin | 3           | 4           |  |  | 8            | Tamira Paszek          | 7            | 3            | 1            |  |
|  |             | Liana Ungur            | 6               | 2           | 2           |  |  | 15           | Nuria Llagostera Vives | 62           | 6            | 6            |  |
|  | 15          | Nuria Llagostera Vives | 4               | 6           | 6           |  |  |              |                        |              |              |              |  |